# Радзивилл, Мария Доротея
Мария Доротея Элизабет де Кастеллян-Радзивилл (фр. Marie de Castellane; 19 февраля 1840, замок Рокшот, Франция ― 10 июня 1915, Кленица, Силезия) ― княгиня, супруга представителя немецкой ветви Радзивиллов ― князя Антония Вильгельма Радзивилла.

## Происхождение
Из древнего французского аристократического рода.
Отец: Анри де Кастеллан (1814―1847), сын маршала де Кастеллана.
Мать: Полина де Талейран-Перигор (1820―1890), дочь Эдмона де Талейран-Перигора и Доротеи Курляндской.
Детство провела в родовом замке, затем жила в Париже, после брака переехала в Берлин.

## Семья
3 октября 1857 года вышла замуж за  адъютанта германского императора Вильгельма I, 14-го Несвижского ордината, ставшего в 1889 году генералом прусской артиллерии, князя Антония Вильгельма Радзивилла (1833—1904). Невесте было 17 лет, жениху 24 года. На выбор жениха и последующий брак большое влияние оказал совет бабушки невесты Доротеи Курляндской.
В браке родилось четверо детей:.
- Ежи Фредерик Радзивилл (1860—1914), 15-й ординат Несвижский и 12-й ординат Клецкий[5], женат, 6 детей.
- Эльжбета Радзивилл-Потоцкая (1861—1950) - вышла замуж за Романа Потоцкого (1851—1915), 2 сына
- Элен Радзвилл-Потоцкая (1874—1958) — вышла замуж за Иосифа Потоцкого (1862—1922), 2 сына.
- Станислав Вильгельм Радзивилл (1880―1920), ординат Давыд-Городокский, адъютант Юзефа Пилсудского[6], женат, одна дочь.

Дочери Эльжбета и Элен вышли замуж за братьев Потоцких, родных между собой.

## Мемуаристика
Мария Доротея Радзивилл получила в наследство от бабки усадьбу Кленицы (Кляйниц) близ Зелёной Гуры, где после смерти мужа жила постоянно. Там она подготовила к изданию дневник бабки, известной любовницы Талейрана ― в 14 тетрадях «Chroniques de 1831 à 1862», опубликованных в 1909―1911.
В книге Чезаре Де Микелиса «Протоколы сионских мудрецов» приводятся письма Марии Доротеи 1889 года к итальянскому атташе в Германии генералу Карло де Робилана (Carlo Felice Nicolis, comte de Robilant), но автором писем ошибочно названа известная авантюристка Елизавета Кингстон. Эти письма Марии были опубликованы в Италии в 1933 году ― «Lettres de la princesse Radziwill au général de Robilant, 1889—1914». Bologna, 1933—1934.
Воспоминания Марии Доротеи «Souvenirs de la princesse Radziwill (née Castellane) 1840―1873. Une Française à la cour de Prusse» вышли в 1931 году.
Умерла в Кленицах, похоронена в родовом склепе Радзивиллов в Несвиже.

## В Несвиже

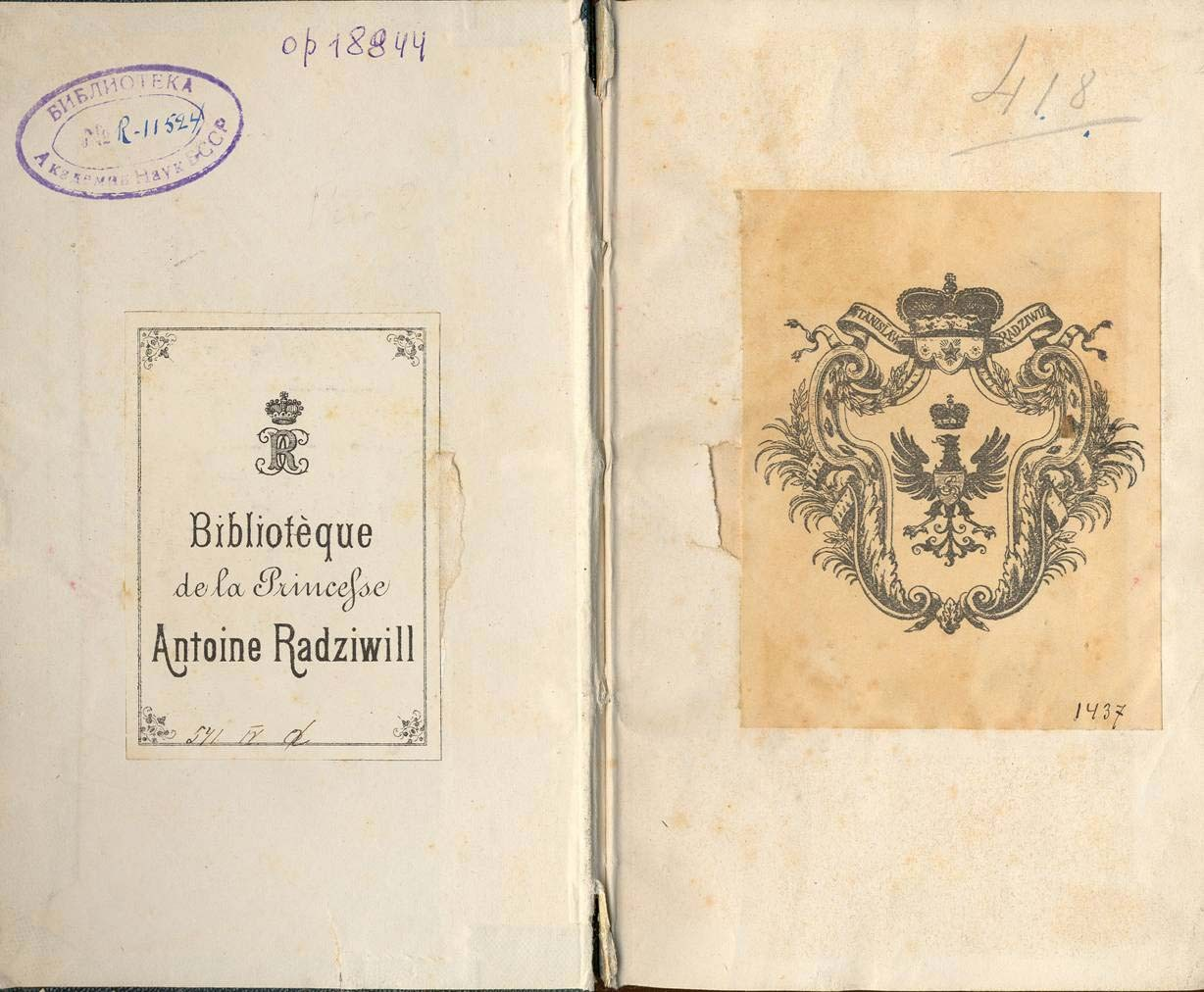
Экслибрис библиотеки Марии Доротеи Радзивилл

К приезду новой хозяйки, несвижский парк пребывал в запущенном состоянии, и Мария принялась его окультуривать, задавшись целью создать ландшафтный парковый ансамбль по типу французских, подобных натуральному лесу.
Она пишет в воспоминаниях: «… Трудно представить себе более благородное жилище. Замок был огромных размеров и больше походил на крепость… Наконец, к трем часам дня наш экипаж проехал по длинной дамбе, которая отделяет от замка маленький городок, и через мост (когда-то он был подвесным), по галерее и мы въехали в величественный двор этой феодальной обители. До чего же прекрасны были его черты, несмотря на следы разрушений и варварского отношения, жертвой которого стало это древнее сокровище!… Замок был необитаем, крыша прохудилась во многих местах, оборваны желоба и водосточные трубы, все затекло водой, многие потолки обвалились, иные едва держались, двор был перекопан, все было невероятно грязно, но несмотря на все это, я видела, что замок можно восстановить, если взяться за него, не откладывая на долгий срок…»
У входа в парк валун, на котором выбито: «В знак признания за многолетнюю работу по восстановления замка Марии де Кастелян, княгине Радзивилл камень этот поставил в 1903 году её благодарный муж Антоний Радзивилл, XIV ординат Несвижский». Неподалёку камень поменьше с надписью: «Аллею посадила Мария де Кастелян. Княгиня Радзивилл, использовав саженцы, выращенные из семян, привезённых из сада берлинского дворца князей Радзивиллов».
Мария для работы пригласила знаменитых в то время садовников: Андрея Пастеремчика, отца и сына Стоцких, Антония Глинского. Комнаты замка были приведены Марией в порядок. В одном из залов расположилась картинная галерея. Из усадьбы Верки перевезён архив Радзивиллов, выписаны архивариусы для его систематизации. По просьбе Марии, её муж выкупил библиотеки, некогда принадлежавшие Радзивиллам. Мария ещё докупила 15 тысяч книг на французском и немецком языках. Жизнь в замке оживилась, стали собираться гости, в Несвиже начались «охотничьи сезоны» с участием высшего шляхетства. В 1963 году парку дан статус памятника республиканского значения.